# Йохан Саксонски
Йохан Саксонски (на немски: Johann von Sachsen, пълно име: Johann Nepomuk Maria Joseph Anton Xaver Vincenz Aloys Franz de Paula Stanislaus Bernhard Paul Felix Damasus; * 12 декември 1801, Дрезден, † 29 октомври 1873, Пилнитц, днес част от Дрезден) от албертинската линия на Ветините, е крал на Саксония (1854 – 1873).

## Биография
Той е третият син на принц Максимилиан Саксонски (1759 – 1838) и първата му съпруга принцеса Каролина Бурбон-Пармска (1770 – 1804), дъщеря на херцог Фердинанд I Пармски и Мария Амалия Австрийска. Баща му е най-малкият син на умрелия през 1763 г. курфюрст Фридрих Христиан. Майка му е внучка на императрица Мария Терезия.
На 9 август 1854 г. умира бездетният му брат крал Фридрих Август II и Йохан се възкачва на саксонския престол.
Йохан се занимава с литература с псевдоним Philalethes („Приятел на истината“), затова допълнителното му име Истинският („Der Wahrhaftige“). Той превежда Божествената комедия на Данте.
Умира на 29 октомври 1873 г. и е погребан в католическата дворцова църква в Дрезден.
- Златна монета от 20 марки (1872) с портрет на крал Йохан Саксонски
- Паметник на крал Йохан Саксонски в Дрезден

## Фамилия
Йохан Саксонски се жени на 21 ноември 1822 г. в Дрезден за баварската принцеса Амалия Августа (1801 – 1877), дъщеря на баварския крал Максимилиан I Йозеф и втората му съпруга Каролина Баденска. Най-големият му брат Фридрих Август II се жени 1833 г. за Мария Анна, по-малката сестра на Амалия Августа. Йохан и Амалия имат девет деца:
- Мария-Августа (1827 – 1857)
- Алберт (1828 – 1902), крал на Саксония (1873 – 1902), ∞ 1853 принцеса Карола Васа
- Елизабет (1830 – 1912), ∞ 1850 принц Фердинанд Савойски, херцог на Генуа, ∞ 1856 марчезе Николо Рапало
- Ернст (1831 – 1847)
- Георг (1832 – 1904), крал на Саксония (1902 – 1904), ∞ 1859 инфанта Мария Анна от Португалия
- Сидония (1834 – 1862)
- Анна Мария (1836 – 1859), ∞ 1856 г. велик херцог Фердинанд IV от Тоскана
- Маргарета (1840 – 1858), ∞ 1856 ерцхерцог Карл-Лудвиг Австрийски
- София Мария (1845 – 1867), ∞ 1865 херцог Карл Теодор Баварски

- Алберт
- Елизабет
- Ернст
- Георг
- Анна-Мария
- Маргарета
- София